# Robbie Savage
Robert William "Robbie" Savage (ur. 18 października 1974 w Wrexham) – piłkarz walijski, który grał na pozycji pomocnika.